# (35961) 1999 LH7
1999 LH7 (asteroide 35961) é um asteroide da cintura principal. Possui uma excentricidade de 0.11221740 e uma inclinação de 27.52318º.
Este asteroide foi descoberto no dia 12 de junho de 1999 por Korado Korlević em Visnjan.